# Arthur Mulliner
Arthur Mulliner (zeitweise auch: Mulliners of Northampton) war ein britischer Stellmacherbetrieb, der im 18. Jahrhundert mit der Fertigung und Wartung von Kutschen begann und in der ersten Hälfte des 20. Jahrhunderts zu einem exklusiven Hersteller von Automobilkarosserien wurde. Arthur Mulliner gestaltete und baute bis zum Ausbruch des Zweiten Weltkriegs zahlreiche Individualaufbauten für Fahrgestelle von Bentley und Rolls-Royce; zuletzt wurden auch preiswertere Chassis karossiert.

## Familienbeziehungen
Zeitweise nutzten vier verschiedene Karosseriebauunternehmen in Großbritannien den Namen Mulliner. Seitens der Inhaber bzw. Gründer gab es zwar familiäre Verflechtungen; Geschäftsverbindungen entstanden daraus allerdings nicht. Alle Mulliner-Betriebe waren formal und organisatorisch selbstständig.
- Gemeinsamer Ursprung war das in Northampton ansässige Unternehmen Arthur Mulliner, das auf das Jahr 1760 zurückging.
- Ein Nachkomme des Gründers etablierte zu Beginn des 19. Jahrhunderts in Leamington Spa einen eigenständigen, auf die wohlhabende Kundschaft dieses Kurorts ausgerichteten Betrieb, der 1896 nach Birmingham verlegt und in Mulliners bzw. Mulliners of Birmingham umfirmiert wurde.
- In Liverpool war seit 1854 außerdem der Kutschenhersteller A. G. Mulliner ansässig.
- 1882 eröffneten Arthur Mulliner aus Northampton und A. G. Mulliner aus Liverpool im wohlhabenden Londoner Stadtteil Mayfair einen gemeinsamen Showroom, den sie unter der Bezeichnung Mulliner (London) Ltd. führten. Dieses Londoner Unternehmen übernahm Henry Jervis Mulliner, aus dem im Jahr 1900 H. J. Mulliner & Co. wurde.

## Unternehmensgeschichte

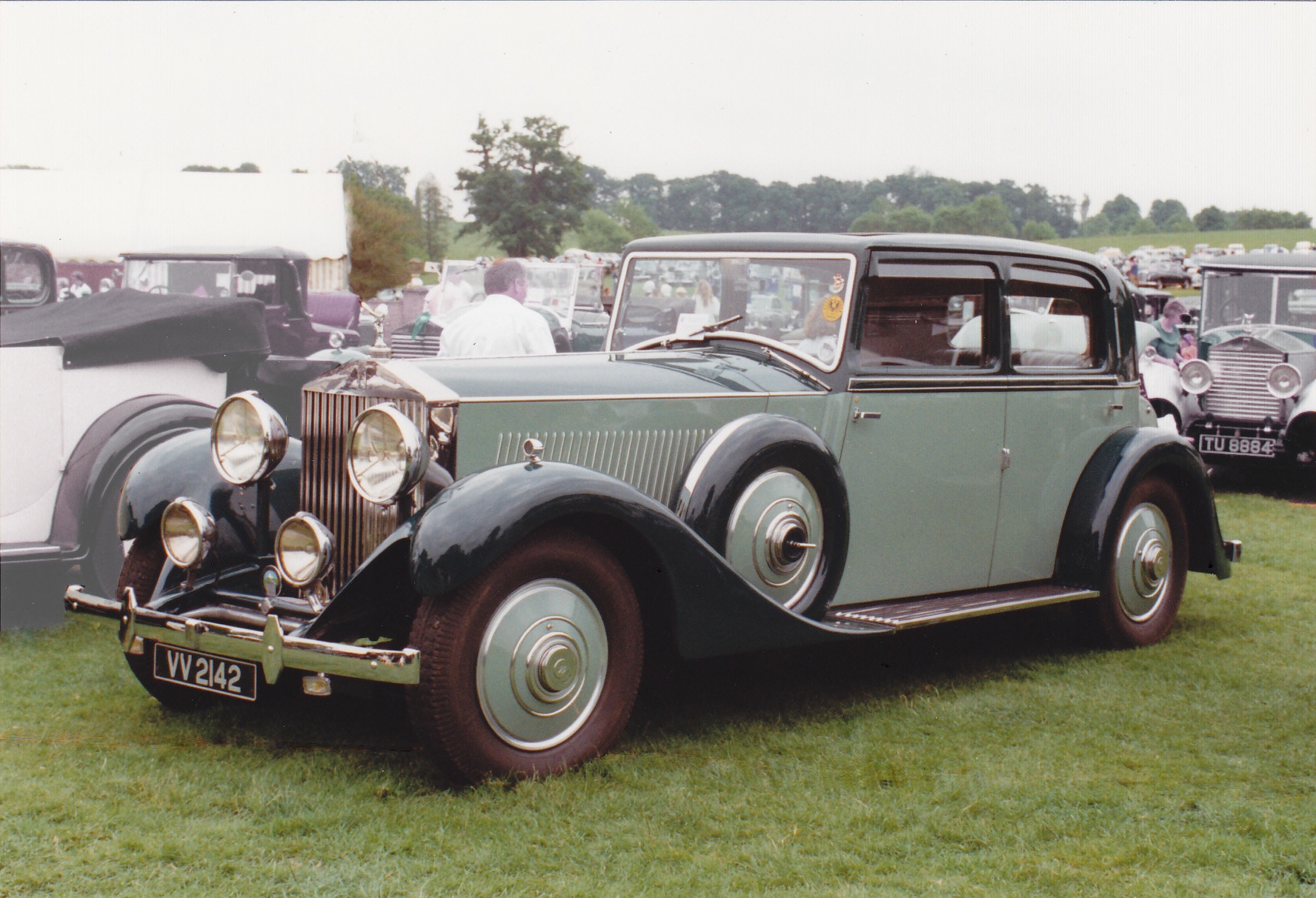
Rolls-Royce Phantom II mit Aufbau von Arthur Mulliner (1933)

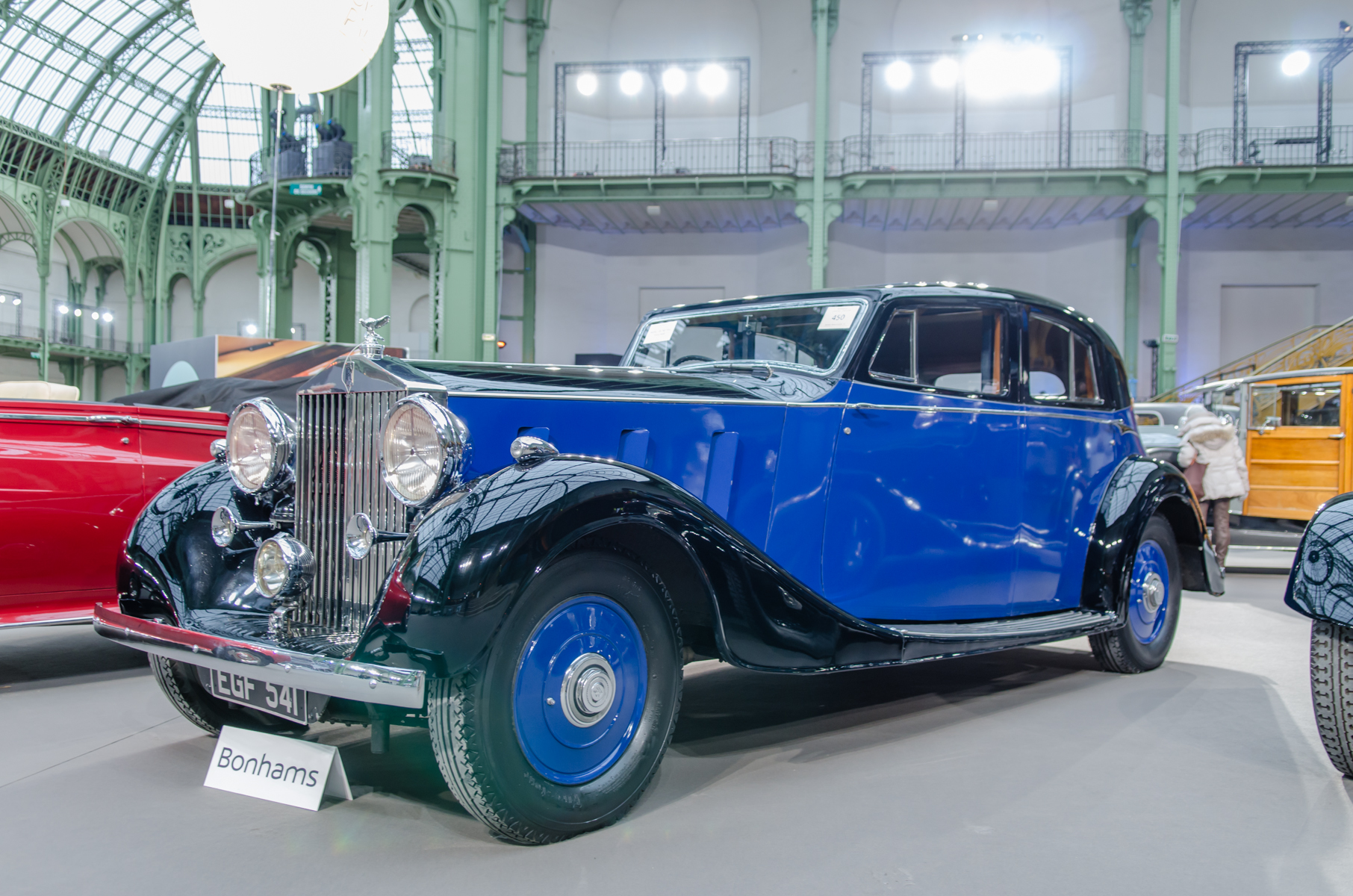
Rolls-Royce Phantom III Limousine mit Aufbau von Arthur Mulliner (1937)

Arthur Mulliner ging auf den Betrieb Mulliners of Northampton zurück, den F. Mulliner 1760 in der mittelenglischen Stadt Northampton gegründet hatte. Das Unternehmen hatte vertragliche Beziehungen zum königlichen Postdienst Royal Mail, für den es Postkutschen herstellte und wartete. Mulliner produzierte auch Kutschen für die Privatnutzung. Das Unternehmen produzierte in Northampton, unterhielt aber bereits seit dem frühen 19. Jahrhundert auch einen Ausstellungsraum in der britischen Hauptstadt. 1887 übernahm Arthur Felton Mulliner, ein Enkel des Unternehmensgründers und Sohn des Inhabers von Mulliners of Birmingham, den Betrieb. Wenige Jahre später weitete er ihn auf den Bau von Automobilkarosserien aus. 1899 hatte Mulliner bereits 150 Aufbauten gefertigt, die in erster Linie für Fahrgestelle der Daimler Motor Company bestimmt waren.
1907 wurde zusätzlich zu den zeitgleich vergrößerten Werksanlagen in Northampton eine neue Fabrik und Verkaufsniederlassung in Long Acre im Londoner Stadtbezirk City of Westminster eröffnet.
Während des Ersten Weltkriegs produzierte Arthur Mulliner Militärfahrzeuge, aber auch Patronenhülsen. Nach dem Kriegsende nahm das Unternehmen die Fertigung von Aufbauten für zivile Automobile wieder auf. In den 1920er-Jahren wurde es zum bevorzugten Karosseriehersteller für Armstrong-Siddeley, Daimler und Vauxhall. Hinzu kamen Aufbauten für Rolls-Royce. Arthur Mulliners Aufbauten galten im Allgemeinen als klar und zurückhaltend gezeichnet. Außergewöhnlich aufwendig dekoriert waren dagegen einige Rolls-Royce-Karosserien, die von indischen Kunden in Auftrag gegeben worden waren.
In den 1930er-Jahren wurde die wirtschaftliche Lage des Unternehmens schwieriger. Bereits 1927 war der Vertrag mit Armstrong-Siddeley ausgelaufen. Wohlhabende Kunden erteilten zwar weiterhin Aufträge für individuelle Rolls-Royce- und Bentley-Karosserien; der Umfang ließ allerdings im Vergleich zu den 1920er-Jahren deutlich nach. In dieser Zeit bot Arthur Mulliner standardisierte Aufbauten für vergleichsweise preiswerte Chassis von Lanchester und Rover an. Zuletzt fertigte Arthur Mulliner auch Nutzfahrzeug- und Omnibusaufbauten.
1939 wurde das Unternehmen an den Autohändler Henlys verkauft, der den Karosseriebau beendete, aber bis 1976 die Verkaufsabteilung weiter betrieb. In den 1940er-Jahren vertrieb Henly einige Busse mit Aufbauten, die Arthur Mulliner zugeschrieben, tatsächlich aber in Auftragsarbeit bei Mulliners of Birmingham hergestellt wurden. Mulliners Mitarbeiter fanden teilweise bei anderen metallverarbeitenden Betrieben Arbeit; manche gründeten auch eigene Unternehmen wie z. B. Airflow Streamlines.